# Martin-Luther-Kirche (Emden)

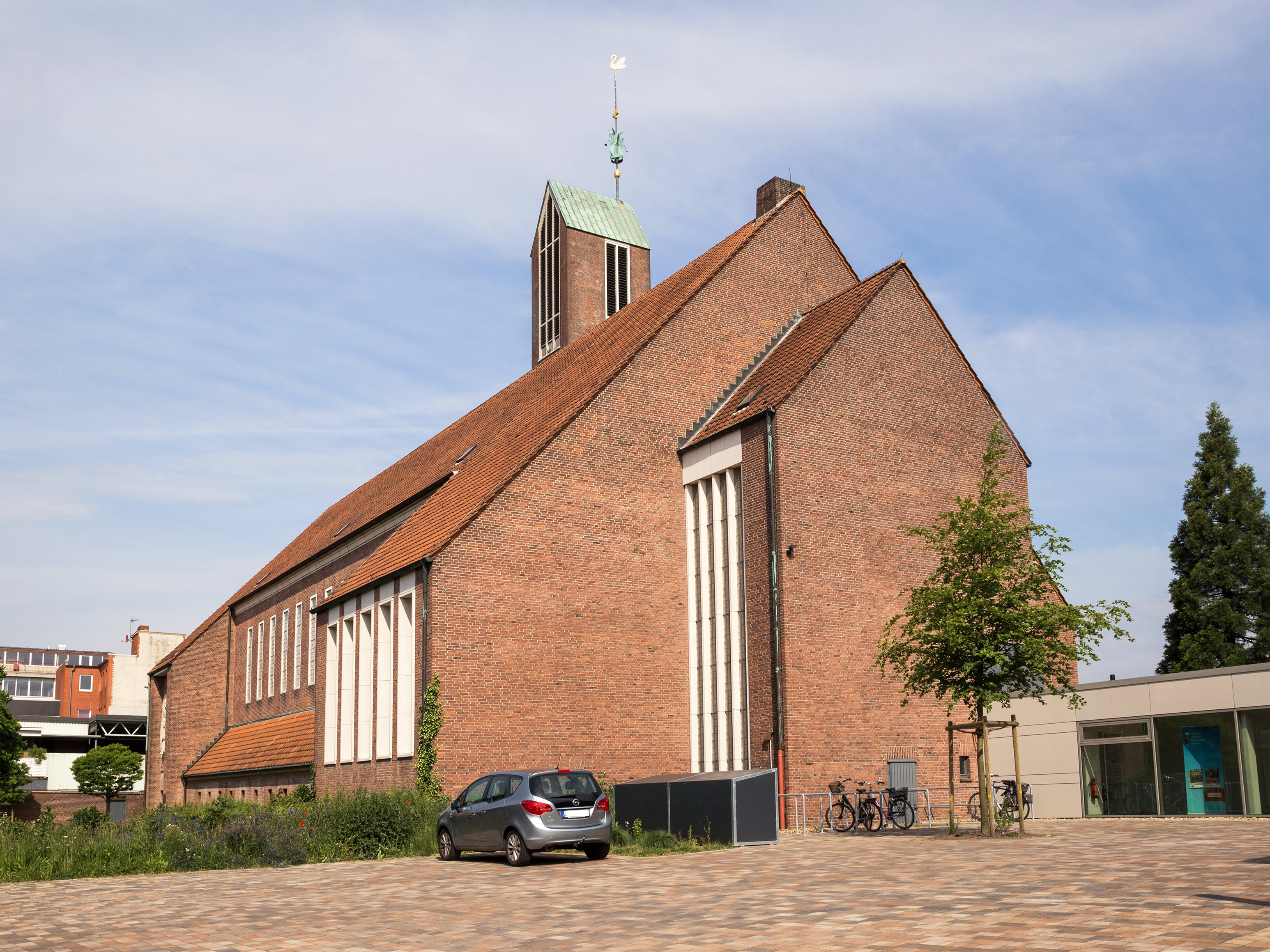
Die Emder Martin-Luther-Kirche

Die Martin-Luther-Kirche ist nach der Zerstörung einer Kirche aus dem Jahre 1775 im Zweiten Weltkrieg die zweite lutherische Kirche in Emden, einer Stadt, in der nach der Emder Revolution von 1595 bis 1685 nur noch die reformierte Religion gelehrt werden durfte.

## Baugeschichte

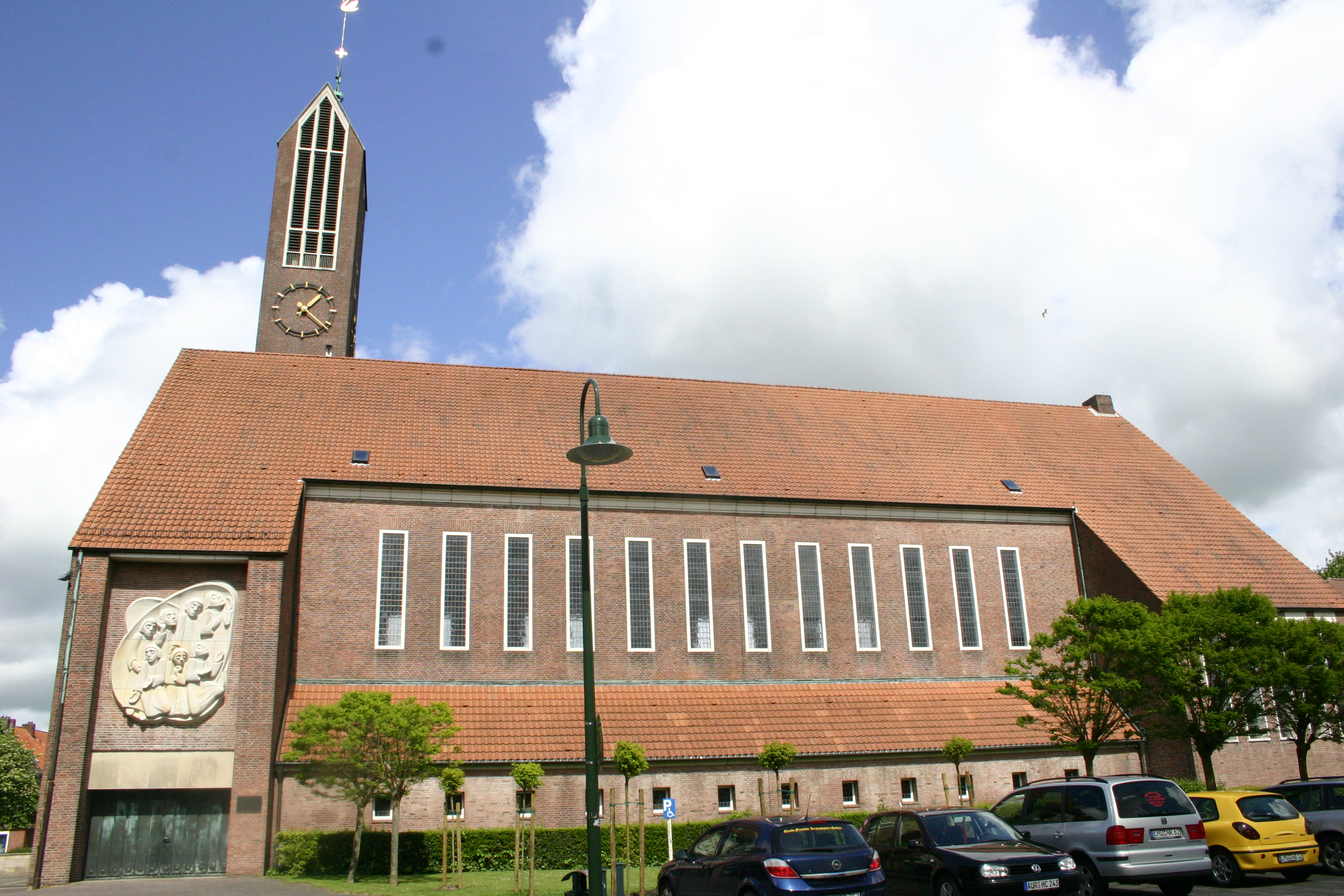
Ansicht von Süden

Im seit der Reformationszeit reformiert geprägten Emden waren ab 1595 lutherische Gottesdienste verboten. Erst 1685 erlaubte der Magistrat der lutherischen Minderheit die Ausübung einiger Gottesdienste pro Jahr. Zu diesem Zweck wurde in der Mühlenstraße aus zwei Privathäusern ein Gottesdienstraum eingerichtet, der von außen nicht als Sakralbau erkennbar war. Bald schon war dieses Provisorium zu klein und wurde 1774/75 durch einen repräsentativen Neubau im Bollwerk abgelöst, der im Rokoko-Stil gestaltet war. Für die neue Kirche bauten 1773–1775 Cornelius Geerds Wallies und Dirk Lohman eine kleine Orgel, die über sieben Register verfügte. 1779–1781 erweiterten Johann Friedrich Wenthin und 1839–1841 Wilhelm Caspar Joseph Höffgen das Instrument, das 1892 durch einen Neubau durch P. Furtwängler & Hammer ersetzt wurde. Beim Bombenangriff am 7. Juni 1942 wurde diese Kirche mitsamt der Inneneinrichtung zerstört. Nach Beendigung des Krieges konnte die Gemeinde an der Graf-Edzard-Straße eine ausgediente Wehrmachtsbaracke aus Holz erwerben und mit schlichtem Altar und einer kleinen Orgel zur Notkirche umgestalten. Für diese Kirche baute Paul Ott ein Orgelpositiv mit sieben Registern, die im Brustwerk der neuen Orgel von Alfred Führer aus dem Jahr 1955 weitgehend übernommen wurden. Die Führer-Orgel wurde in die neue Kirche überführt und 1959 auf 42 Register erweitert, 1994 aber abgetragen.
Die neue Martin-Luther-Kirche wurde als einer der ersten Nachkriegsbauten der evangelischen Landeskirche Hannovers nach Plänen des zuständigen Konsistorialbaumeisters, des Architekten Ernst Witt (1898–1971), errichtet.
Am 1. Juli 1956 fand die Grundsteinlegung für die neue Kirche statt, die am alten Kirchenstandort in der Bollwerkstraße erbaut wurde. Am 14. Dezember 1958 wurde der Neubau, eine dreischiffige Basilika, vom damaligen Hannoverschen Landesbischof Johannes Lilje eingeweiht.
Die Kirche ist heute die Predigtkirche des Regionalbischofs des evangelisch-lutherischen Sprengels Ostfriesland-Ems. Seit 2007 ist Emden Sitz der lutherischen Landessuperintendentur in Ostfriesland-Ems; zuvor lag der Amtssitz in Aurich.

## Baugestalt
Mit 1.200 Plätzen ist die Martin-Luther-Kirche der größte Kirchenbau der Evangelisch-lutherischen Landeskirche Hannovers nach dem Zweiten Weltkrieg. Das Gotteshaus wurde unmittelbar an dem alten Stadtgraben gebaut und prägt mit seinem 50 m hohen Kirchturm das Stadtbild von Emden. Der Haupteingang befindet sich an der westlichen Giebelwand. Das Kirchenschiff mit einem Grundriss von 44 × 20 Metern und einem mit braunen Ziegeln gedeckten Satteldach besitzt an seinem östlichen Ende einen niedrigeren Anbau, der den Chorraum beherbergt.
Die schmalen, hohen und bleiverglasten Fenstern sind mit waagerechtem Sturz gebildet. Sie geben dem Kirchenraum im hochliegenden Teil eine große Lichtfülle, während die unteren klein gehaltenen Fensterflächen nur gedämpftes Licht für die Seitengänge einlassen.
Im Gegensatz zur Vorgängerkirche erhielt die neue Martin-Luther-Kirche ein Glockengeläut. Das fünfstimmige Geläut mit den Schlagtönen cis’, e’, fis’, gis’ und a’ wurde 1958 von der Firma Gebrüder Rincker in Sinn im Lahn-Dill-Kreis gegossen. Die große Glocke schweigt jedoch seit 2017 wegen statischer Probleme.

## Ausstattung
Der Steinbildhauer Kurt Lettow (Bremen) schuf das Sandsteinrelief über dem Südeingang, das den Titel „Gruppe der Lauschenden“ trägt. Ein rundes Buntglasfenster im westlichen Giebel stellt die Zerstörung Emdens dar und trägt den Namen „Phoenixfenster“. Die züngelnden Flammen gehen in den auffliegenden Vogel Phoenix über, was zum einen den Wiederaufbau der Stadt und zum anderen die Auferstehung Christi symbolisiert.
Der Altar ist aus Anröchter Dolomit und betont schlicht gehalten. Kanzel und Taufe wurden aus Sandstein gefertigt. In die Altarrückwand ist ein von Kurt Lettow gestalteter Gipsschnitt eingelassen, der Jesus mit seinen Jüngern auf dem See Genezareth darstellt und den Titel „Stillung des Sturms“ trägt.
Das Kircheninnere wird von einer Kassettendecke in Holzkonstruktion abgeschlossen.

## Orgel
Rudolf von Beckerath erbaute 1995 die heutige Orgel. Sie verfügt über 44 Register auf drei Manualen und Pedal und ist damit die größte Orgel in Emden und die drittgrößte in Ostfriesland. Da das Instrument insbesondere für romantisch-symphonische Musik konzipiert wurde, stellt es eine wichtige Bereicherung für die historische Orgellandschaft Ostfriesland dar. Die Spieltrakturen sind mechanisch, die Registertrakturen elektrisch. Die Disposition lautet wie folgt:
| I Hauptwerk C–a3 |            |       |
| 1.               | Prinzipal  | 16′   |
| 2.               | Oktave     | 08′   |
| 3.               | Gemshorn   | 08′   |
| 4.               | Rohrflöte  | 08′   |
| 5.               | Oktave     | 04′   |
| 6.               | Spitzflöte | 04′   |
| 7.               | Quinte     | 2 ⁄3′ |
| 8.               | Oktave     | 02′   |
| 9.               | Mixtur V   |       |
| 10.              | Fagott     | 16′   |
| 11.              | Trompete   | 08′   |

| II Positiv C–a3 |             |        |
| 12.             | Gedackt     | 8′     |
| 13.             | Dolce       | 8′     |
| 14.             | Prinzipal   | 4′     |
| 15.             | Rohrflöte   | 4′     |
| 16.             | Nazard      | 2 ⁄3′  |
| 17.             | Gemshorn    | 2′     |
| 18.             | Tierce      | 1 3⁄5′ |
| 19.             | Larigot     | 1 ⁄3′  |
| 20.             | Sifflet     | 1′     |
| 21.             | Scharff III |        |
| 22.             | Dulzian     | 8′     |
|                 | Tremulant   |        |

| III Schwellwerk C–a3 |                      |     |
| 23.                  | Bourdon              | 16′ |
| 24.                  | Flûte harmonique     | 08′ |
| 25.                  | Bourdon              | 08′ |
| 26.                  | Viola da gamba       | 08′ |
| 27.                  | Voix célèste         | 08′ |
| 28.                  | Flûte octaviante     | 04′ |
| 29.                  | Fugara               | 04′ |
| 30.                  | Flageolett           | 02′ |
| 31.                  | Cornett II           |     |
| 32.                  | Plein jeu V          |     |
| 33.                  | Trompette harmonique | 08′ |
| 34.                  | Hautbois             | 08′ |
| 35.                  | Voix humaine         | 08′ |
|                      | Tremulant            |     |

| Pedal C–f1 |                    |     |
| 36.        | Untersatz (Nr. 38) | 32′ |
| 37.        | Prinzipal          | 16′ |
| 38.        | Subbaß             | 16′ |
| 39.        | Oktavbaß           | 08′ |
| 40.        | Gemshorn           | 08′ |
| 41.        | Choralbaß          | 04′ |
| 42.        | Rauschpfeife IV    |     |
| 43.        | Posaune            | 16′ |
| 44.        | Trompete           | 08′ |

- Koppeln:
  - Normalkoppeln: II/I, III/I, III/II, I/P, II/P, III/P
  - Superoktavkoppel: III/P
  - Suboktavkoppeln: III/I, III/II
  - Transponierkoppel: II/I
- Nebenregister: Zimbelstern
- Spielhilfen: Elektronische Setzeranlage, Crescendowalze
- Traktur:
  - mechanische Spieltraktur
  - elektrische Registertraktur